# 常州市
常州市，简称常，古称毗陵、武进、延陵，有江南明珠之美誉，位于江苏省南部。市境西南界南京市，西临镇江市，东北连泰州市，东、南接无锡市，太湖水域大小椒山，与湖州、苏州隔湖相望，西南邻安徽省宣城市。地处长江三角洲中部，长江南岸和太湖北滨平原，西靠茅山，南倚天目山。京杭运河穿城而过，还有多条河网交织。
常州是国家历史文化名城，有文字记载的历史长达3200多年。水陆空交通条件良好，与上海、南京、杭州皆等距相邻，与苏州、无锡构成苏锡常都市圈的重要中心城市；常州市区是上海大都市圈核心成员之一，常州金坛区和溧阳市是南京都市圈重要东部成员，常州是长三角重要的中轴枢纽城市。市人民政府駐新北區龙城大道1280号。

## 历史
常州有文字记载历史可以追溯到春秋时期，前547年，吴王寿梦将第四子季札封于延陵邑。此后曾有过毗陵、晋陵、长春、尝州、武进等名称。
隋文帝开皇九年（589年）于常熟县置常州，这是“常州”这一名称的由来，即“常熟州”而来，治所因常熟被划归苏州而搬迁到当时的晋陵县（现常州市区）。宋、元、明、清分别为常州、常州路、常州府的治所，所辖范围基本包括现在的武进、江阴、无锡、宜兴。清朝时又将武进县一分为二：武进县和阳湖县。这时常州府共辖8县：武进、阳湖、无锡、金匮、宜兴、荆溪、江阴、靖江。1912年废常州府和阳湖县，仅存武进县。1949年析武进县城区置常州市，建国后第一任市长诸葛慎。1983年开始辖县。
2015年4月28日，经国务院批准，撤销戚墅堰区与武进区，成立新的武进区。原戚墅堰区并入武进区；撤销县级金坛市，设立金坛区。另外，原武进区的奔牛镇划归新北区管辖；原武进区的郑陆镇划归天宁区管辖；原武进区的邹区镇划归钟楼区管辖。同期，原常州经济开发区由原戚墅堰区、横林镇、横山桥镇和遥观镇组成常州经济开发区。2020年1月1日起常州经开区正式运行新的管理体制，全面对接常州市政府，开发东方新城，经开区正式脱离武进区。

## 地理
常州位于长江三角洲地区，处太湖平原西北部。北濒长江，南邻太湖，西南接安徽省、南京市，东接无锡市，西靠镇江市。与上海、南京两大都市等距相望，距省会南京市144千米（高速公路）。西南部有宜溧山地，山峰有茅山、锅底山、伍员山等。湖泊有洮湖、滆湖。河流有京杭大运河、武宜运河、太滆运河、荆溪、南运河等。水网密布，有水乡之称。5世纪30年代，江南大水，周忱到江南治水时，大兴围湖造田，堵江水以防涝。20年造田3.7万亩，使芙蓉湖、阳湖、临津湖逐渐缩小，以致消失。

### 气候
常州市属于北亚热带湿润季风气候，季风影响显著，四季分明：冬季湿冷，夏季闷热。年降水量主要在春夏两季；通常在6月份前后梅雨带来的降雨量最多。1月最冷，平均气温3.6℃，7月最热，平均气温28.7℃。年均温16.6℃，年均降水量1219毫米。全年日照总时数为1967.4小时。
| 1991-2020年间常州市的平均气象数据 | 1991-2020年间常州市的平均气象数据 | 1991-2020年间常州市的平均气象数据 | 1991-2020年间常州市的平均气象数据 | 1991-2020年间常州市的平均气象数据 | 1991-2020年间常州市的平均气象数据 | 1991-2020年间常州市的平均气象数据 | 1991-2020年间常州市的平均气象数据 | 1991-2020年间常州市的平均气象数据 | 1991-2020年间常州市的平均气象数据 | 1991-2020年间常州市的平均气象数据 | 1991-2020年间常州市的平均气象数据 | 1991-2020年间常州市的平均气象数据 | 1991-2020年间常州市的平均气象数据 |
| 月份                              | 1月                               | 2月                               | 3月                               | 4月                               | 5月                               | 6月                               | 7月                               | 8月                               | 9月                               | 10月                              | 11月                              | 12月                              | 全年                              |
| --------------------------------- | --------------------------------- | --------------------------------- | --------------------------------- | --------------------------------- | --------------------------------- | --------------------------------- | --------------------------------- | --------------------------------- | --------------------------------- | --------------------------------- | --------------------------------- | --------------------------------- | --------------------------------- |
| 平均高温 °C（°F）                 | 7.5 (45.5)                        | 9.9 (49.8)                        | 14.7 (58.5)                       | 21.0 (69.8)                       | 26.3 (79.3)                       | 29.0 (84.2)                       | 32.6 (90.7)                       | 32.1 (89.8)                       | 28.1 (82.6)                       | 22.9 (73.2)                       | 16.8 (62.2)                       | 10.1 (50.2)                       | 20.9 (69.6)                       |
| 日均气温 °C（°F）                 | 3.6 (38.5)                        | 5.7 (42.3)                        | 10.1 (50.2)                       | 16.0 (60.8)                       | 21.4 (70.5)                       | 24.9 (76.8)                       | 28.7 (83.7)                       | 28.2 (82.8)                       | 24.0 (75.2)                       | 18.5 (65.3)                       | 12.3 (54.1)                       | 6.0 (42.8)                        | 16.6 (61.9)                       |
| 平均低温 °C（°F）                 | 0.7 (33.3)                        | 2.5 (36.5)                        | 6.4 (43.5)                        | 11.8 (53.2)                       | 17.3 (63.1)                       | 21.6 (70.9)                       | 25.6 (78.1)                       | 25.3 (77.5)                       | 20.8 (69.4)                       | 15.0 (59.0)                       | 8.8 (47.8)                        | 2.8 (37.0)                        | 13.2 (55.8)                       |
| 平均降水量 mm（）                 | 59.7 (2.35)                       | 57.5 (2.26)                       | 80.6 (3.17)                       | 86.0 (3.39)                       | 95.8 (3.77)                       | 206.8 (8.14)                      | 217.4 (8.56)                      | 178.4 (7.02)                      | 84.0 (3.31)                       | 59.4 (2.34)                       | 54.1 (2.13)                       | 38.9 (1.53)                       | 1,218.6 (47.97)                   |
| 平均降水天数（≥ 0.1 mm）          | 9.8                               | 9.4                               | 11.1                              | 10.4                              | 11.2                              | 12.7                              | 12.9                              | 12.8                              | 8.5                               | 7.7                               | 8.2                               | 7.7                               | 122.4                             |
| 来源：中国天气网                  |                                   |                                   |                                   |                                   |                                   |                                   |                                   |                                   |                                   |                                   |                                   |                                   |                                   |

## 政治

### 现任领导
| 机构     | · 中国共产党 · 常州市委员会 | 常州市人民代表大会 常务委员会 | 常州市人民政府    | · 中国人民政治协商会议 · 常州市委员会 |
| 职务     | 书记                        | 主任                          | 市长              | 主席                                  |
| -------- | --------------------------- | ----------------------------- | ----------------- | ------------------------------------- |
| 姓名     | 王剑锋                      | 白云萍（女）                  | 周伟              | 戴源                                  |
| 民族     | 汉族                        | 汉族                          | 汉族              | 汉族                                  |
| 籍贯     | 江苏省常熟市                | 江苏省常州市                  | 江苏省张家港市    | 安徽省天长市                          |
| 出生日期 | 1967年8月（57—58歲）        | 1964年3月（61歲）             | 1974年7月（51歲） | 1962年1月（63歲）                     |
| 就任日期 | 2025年3月                   | 2022年2月                     | 2024年12月        | 2022年2月                             |

### 行政区划
常州市现辖5个市辖区，代管1个县级市。
- 市辖区：天宁区、钟楼区、新北区、武进区、金坛区
- 县级市：溧阳市

此外，常州市还设立以下经济管理区：国家级常州高新技术产业开发区（与新北区合署办公）、国家级武进高新技术产业开发区(南夏墅街道)、江苏常州经济开发区（原戚墅堰区与横林镇、横山桥镇、遥观镇，名义上划归武进区，实际上由常州市政府直接领导）。
常州国家高新区(新北区)与江苏常州经济开发区均为正县级单位。

## 人口
根据2020年第七次全国人口普查，全市常住人口为5,278,121人。同第六次全国人口普查的4,592,431人相比，十年共增加了685,690人，增长14.93%，年平均增长率为1.4%。其中，男性人口为2,711,786人，占总人口的51.38%；女性人口为2,566,335人，占总人口的48.62%。总人口性别比（以女性为100）为105.67。0－14岁的人口为699,862人，占总人口的13.26%；15－59岁的人口为3,522,325人，占总人口的66.73%；60岁及以上的人口为1,055,934人，占总人口的20.01%，其中65岁及以上的人口为785,494人，占总人口的14.88%。居住在城镇的人口为4,067,856人，占总人口的77.07%；居住在乡村的人口为1,210,265人，占总人口的22.93%。
2022年年末全市常住人口536.62万人，增长0.31%。全年出生人口2.96万人，死亡人口3.21万人，人口自然增长率为-0.47‰，比上年下降0.38个千分点。年末城镇常住人口418.64万人，比上年增加3.62万人。城镇化率为78.01%，比上年提升0.43个百分点。全市户籍总人口389.21万人，增长0.27%。

### 民族
全市常住人口中，汉族人口为5,223,648人，占98.97%；各少数民族人口为54,473人，占1.03%。与2010年第六次全国人口普查相比，汉族人口增加670,420人，增长14.72%，占总人口比例下降0.18个百分点；各少数民族人口增加15,270人，增长38.95%，占总人口比例增加0.18个百分点。

## 经济
| 区划名称           | 国内生产总值（亿元） | 占比（%） |
| ------------------ | -------------------- | --------- |
| 常州市             | 9550.1               | 100.00    |
| 常州市区 （含金坛) | 8133.9               | 85.18     |
| 溧阳市             | 1416.2               | 14.82     |

2023年，常州經濟總值首次突破一萬億元人民幣。
| 排名 | 企业               |
| ---- | ------------------ |
| 8    | 中天钢铁集团       |
| 13   | 天合光能           |
| 26   | 东方润安集团       |
| 50   | 江苏金峰水泥集团   |
| 57   | 万帮金之星车业集团 |
| 78   | 江苏上上电缆集团   |
| 90   | 新阳科技集团       |
| 100  | 天合富家能源股份   |

## 交通

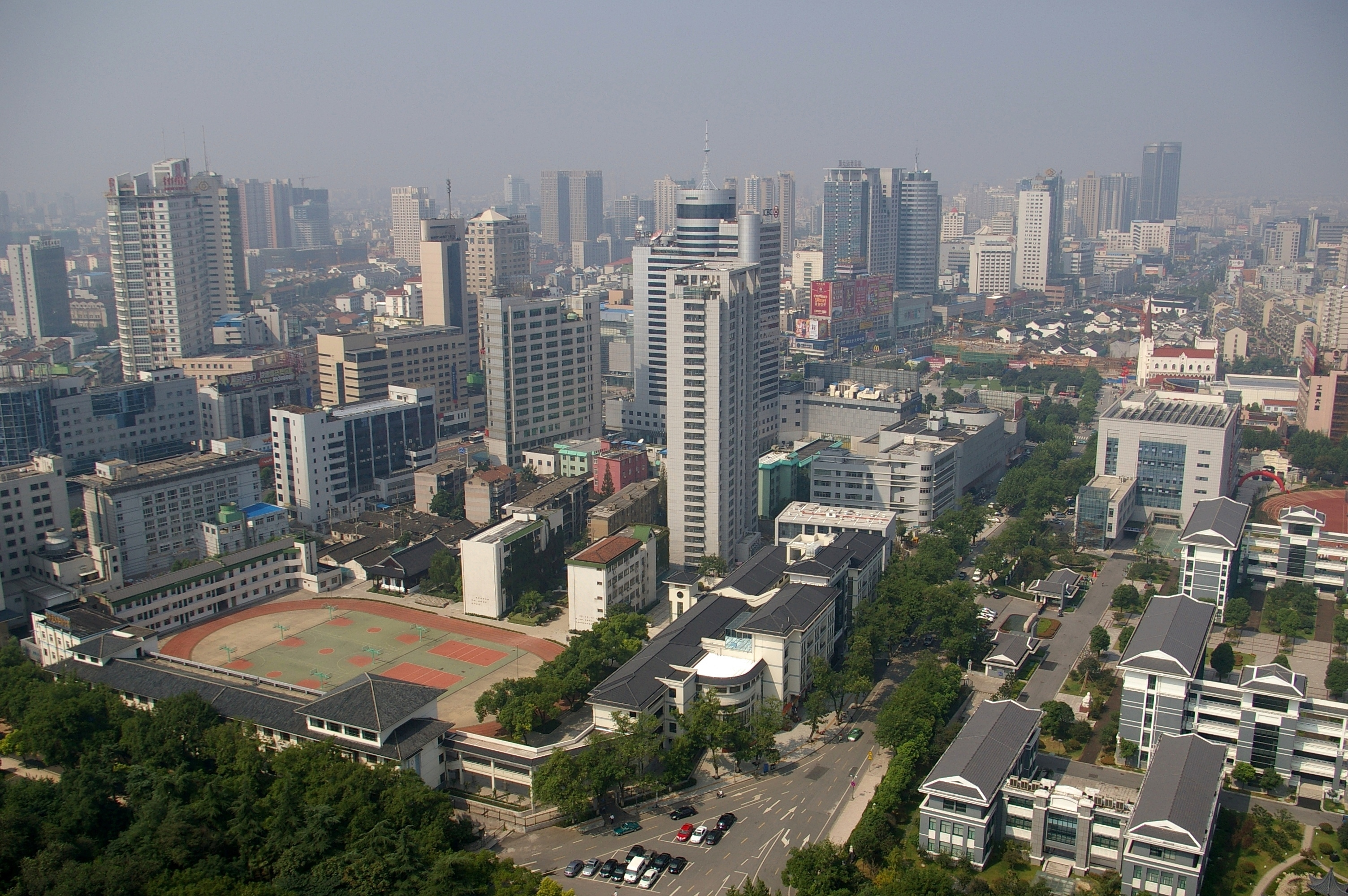
常州市區，左侧学校为常州市第二十四中学，右下角为江苏省常州高级中学

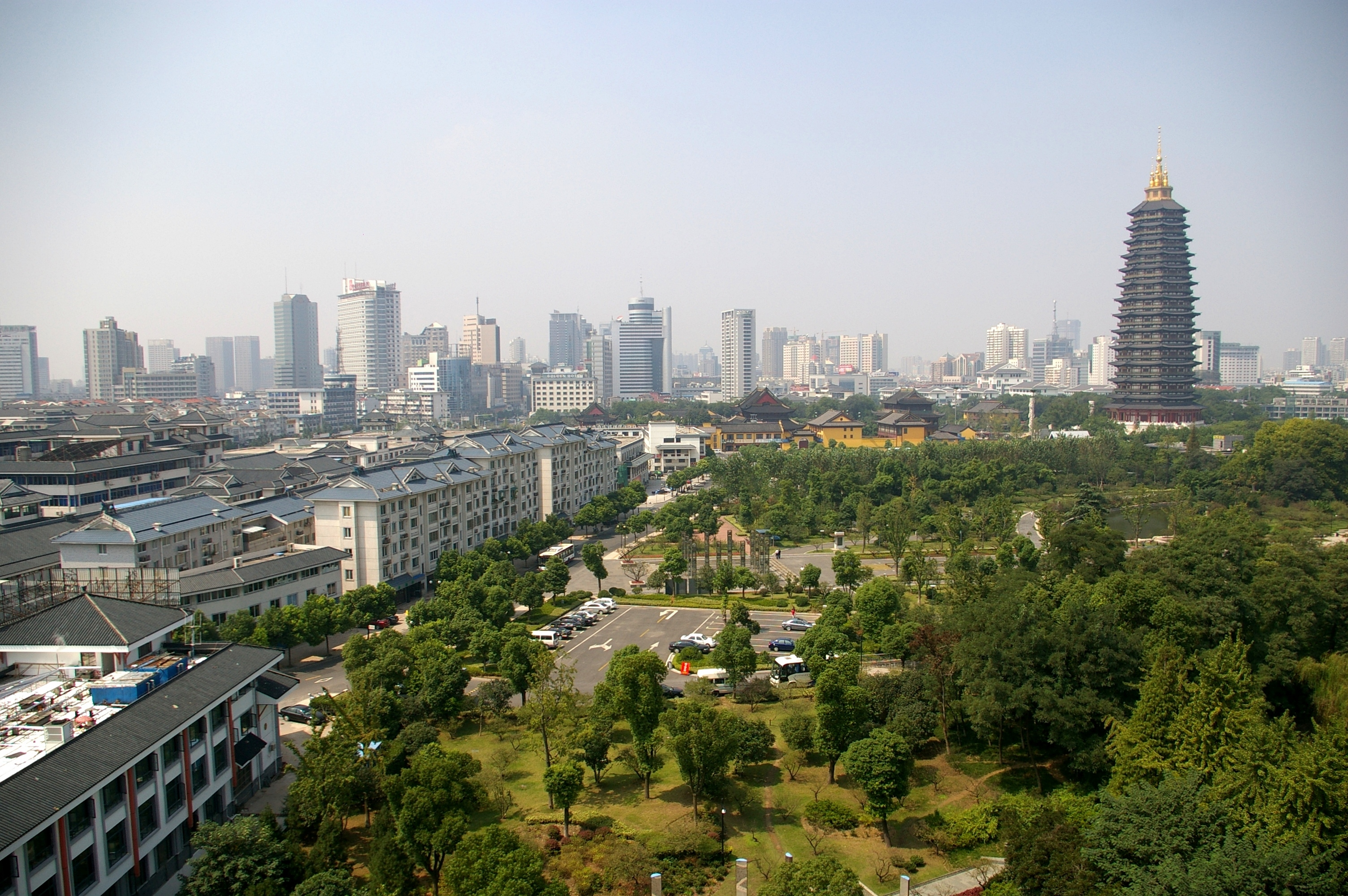
文笔塔一帶

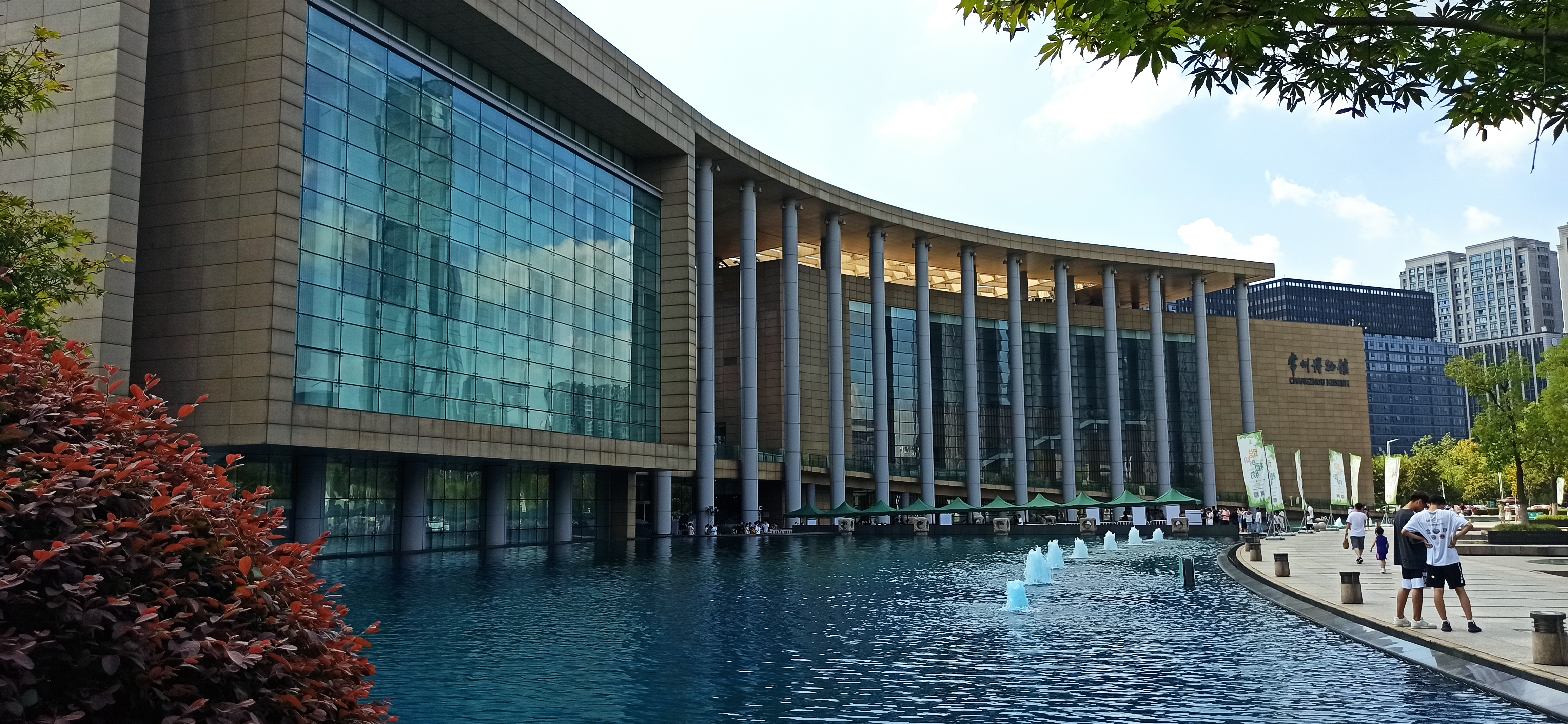
常州博物馆

### 铁路

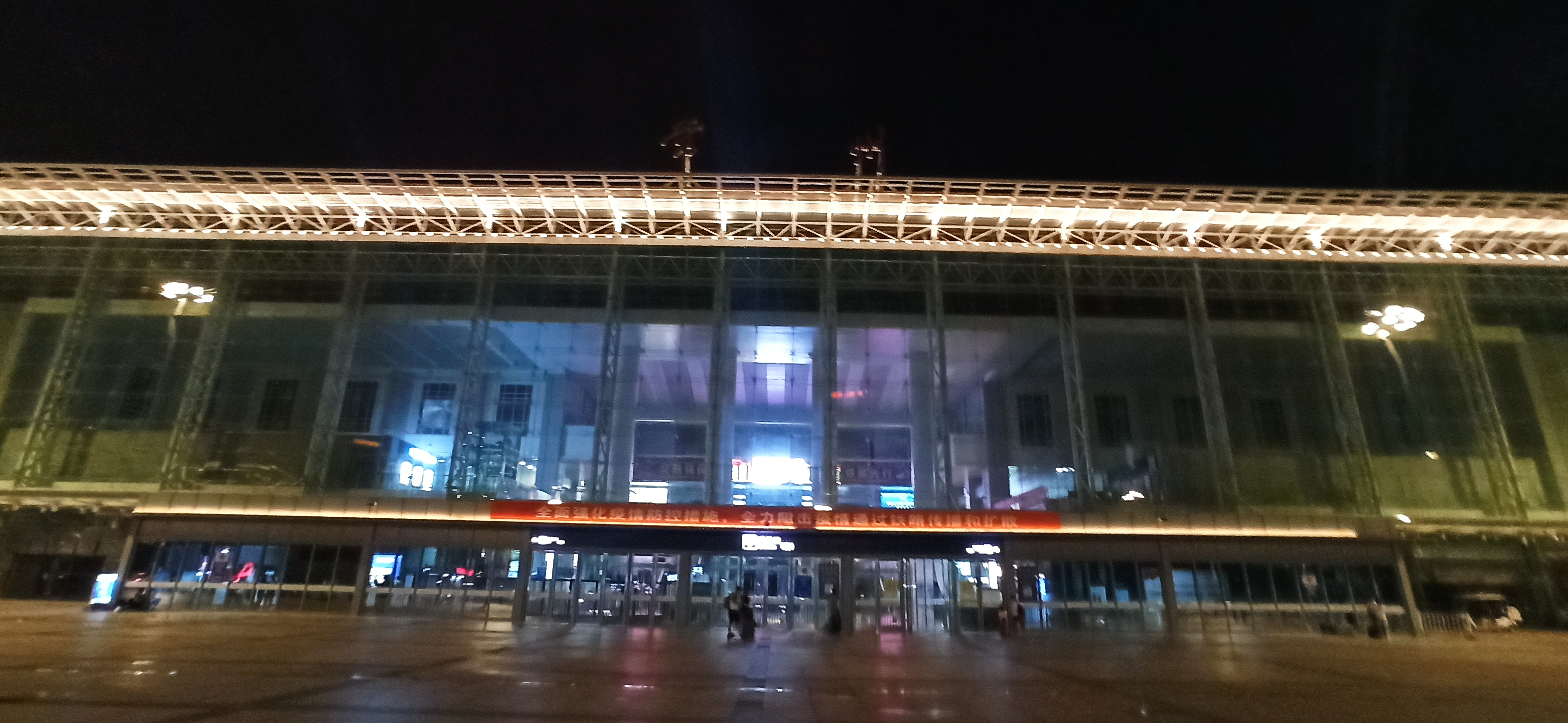
常州火车站

- 京沪铁路，常州为特等站。连接全国各主要城市。
- 京沪高速铁路常州北站是沪宁线通过站中最大的车站，到达北京南站最快4小时51分，到达上海虹桥站最快40分。2014年5月，常州北站站房顶部南侧霓虹灯发生故障，显示为“吊州北站”[17]，引发网友热议。常州也因此被网友戏称为“吊州”或“大吊州”。
- 沪宁城际铁路常州站，沪宁城际铁路主要车站，到达南京站最快39分，到达上海站最快58分。
- 戚墅堰站，常州市经开区的客运城铁站。
- 沪宁沿江高速铁路,经停金坛站，武进站。[18]
- 宁杭高速铁路,经停瓦屋山站、溧阳站。
- 新长铁路，设有前黄货运站。

### 公路
- 312国道沪宁公路，通邻近各市县的公路网干道。
- 沪蓉高速经过常州市区北部，到上海和南京都为约1小时。
- 沪武高速，经过常州市区南部，穿越滆湖，连接武进与金坛。
- 江宜高速 ，经过常州市区西部，连接扬州和宜兴。
- 340省道，作为常州主干道：通江路、怀德路，并连接金坛区。

### 市内交通
- 市内有总长近八十公里的井字形城市高架快速内环路网，外环绕城高架公路已于2010年建成通车。

- 2024年，常州市开工多条高架，预计2026年以后逐步竣工。

- 2008年1月1日常州开通了快速公交系统（BRT），是江苏省内首个快速公交系统。现在已建成两条快速公交线，10余条支线，并且开通了H1、H2、H3、H4共四条环线，(其中前两条在常州市区运营，后两条在武进市区运营)组成了庞大的城市公共运输交通的主干道。全市公交线路大多可以享受空调车2元、刷卡6折的优惠，是继北京以后全国第二个给予市民公共交通优惠的城市。2020年11月30日，常州公交全面涨价，在原票价的基础上增加1元；目前全市公交线路大多可以享受空调车2元、刷卡6折的优惠。

2025年，常州市实行全新公交地铁换乘优惠。使用全国交通一卡通的乘客，可以在首次刷卡90分钟内，无限次减免2元换乘公交或地铁。

### 轨道交通
- 2012年5月11日，国家发展改革委发文批准江苏省常州市城市轨道交通近期建设规划（2011-2018年），常州市成为全国第29个、江苏省第4个获批建设城市轨道交通的城市。根据规划，常州市远期将形成4条线路，共129公里的城市轨道交通线网。近期建设  1号线一期和  2号线一期工程，长约53.88公里，形成“十”字型的轨道交通基本骨架。
- 2019年9月，  常州地铁1号线正式运营。
- 2021年6月28日，  常州地铁2号线正式开通[20]

2023年9月，常州地铁二期获得国家发改委批复，并于同年十月正式开工  常州地铁5号线。
2024年9月，  常州地铁6号线开工。

### 航道、港口
- 市区北临长江，南濒太湖，京杭大运河穿境而过。全市水网纵横交织，连江通海。长江常州港作为国家一类开放口岸，年货物吞吐量超过百万吨。

### 机场
常州奔牛国际机场是4E级机场，现有通达北京、广州、大连、厦门、深圳、海口、西安等国内20多个大中城市的航线，以及通往澳门、芽庄、台北、台中、高雄、首尔、曼谷、万象、济州岛、襄阳郡等国际 (地区)城市的航线。

## 文化教育

### 高中
- 江苏省常州高级中学
- 常州市第一中学
- 常州市北郊高级中学
- 常州市第二中学
- 常州市第三中学
- 常州市第四中学
- 常州市第五中学
- 常州市第八中学
- 江苏省前黄高级中学
- 江苏省前黄高级中学国际分校
- 常州国际学校
- 常州市新桥高级中学
- 常州市清潭中学
- 常州市勤业中学(原常州市第九中学)
- 常州市田家炳高级中学（原常州市田家炳实验中学）
- 常州市潞城中学
- 常州市戚墅堰实验中学（原戚墅堰机车车辆厂职工子弟中学）
- 江苏省武进高级中学（原江苏省湖塘桥中学）
- 江苏省奔牛高级中学
- 江苏省横林高级中学
- 常州市青龙中学
- 江苏省溧阳中学
- 江苏省华罗庚中学
- 常州市金坛区第一中学（东南大学第二附属中学）
- 常州市金坛区第四中学
- 常州市武进区三河口高级中学
- 常州市武进区横山桥高级中学
- 常州市武进区湟里高级中学
- 常州市新北区西夏墅高级中学
- 常州市戚墅堰高级中学(省常中分校)

### 高校
- 常州大学
- 常州工学院
- 河海大学常州校区
- 南京医科大学常州校区
- 江苏理工学院
- 南京航空航天大学天目湖校区
- 常州信息职业技术学院
- 常州机电职业技术学院
- 常州纺织服装职业技术学院
- 常州工程职业技术学院
- 常州轻工职业技术学院
- 常州交通技师学院
- 江苏常州建设高等职业技术学校
- 常州铁道职业技术学院

## 特产
- 浇切片
- 芝麻糖
- 常州大麻糕
- 常州萝卜干
- 豆斋饼
- 梳篦
- 乱针绣
- 锡剧
- 留青竹刻
- 蟹黄小笼包（迎桂）
- 横山肉松
- 焦溪葡萄
- 芙蓉香螺
- 湟里牛肉
- 洛阳水蜜桃
- 溧阳别桥咸鹅
- 溧阳社渚西瓜
- 金坛雀舌
- 天目湖笋干
- 天目湖砂锅鱼头
- 金坛繁昌芋头
- 卜弋桥猪头肉
- 横山桥百叶
- 寨桥老鹅
- 小河河豚鱼、江鲜、羊肉

## 名胜古迹

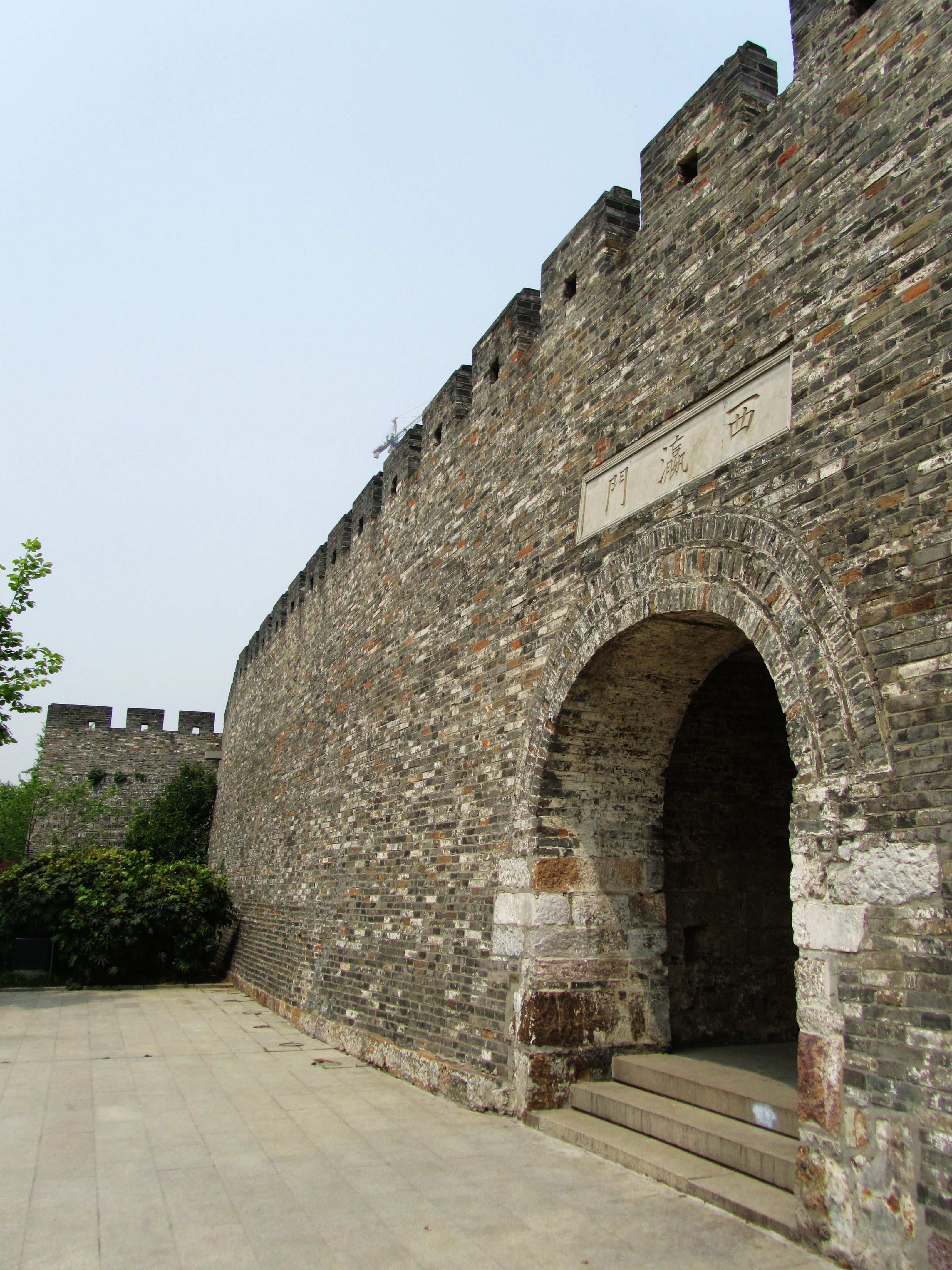
常州西瀛门城墙，2012年4月

常州文物古迹众多，有国家级重点文物保护单位2处，省级文物保护单位20处，市级文物保护单位94处。其中，有国内外罕见的最为古老的地面城池——淹城遗址；号称“东南第一丛林”的天宁寺；因苏东坡来常州并泊舟而得名的舣舟亭；始建于北宋的文笔塔；建于唐昭宗年间的红梅阁；《红楼梦》中烟花巷的原型篦箕巷等。还有历史文化名人故居，瞿秋白、张太雷，抗倭名将唐荆川，著名画家恽南田、汤雨生，著名诗人黄仲则，著名史学家赵翼、屠寄，政治家、书法家庄蕴宽，著名谴责小说家李伯元及“爱国七君子”中李公朴、史良故居等30多处。常州园林历史悠久，数量众多，明清两代盛极一时，有40多处，现保存较好的有近园、约园、半园、亦园、寄园、止园、意园、聊园、暂园、未园等。还有香港财政司长唐英年捐助的“唐荆川纪念馆”及唐氏宗祠等。
此外还有天目湖、茅山、中华恐龙园、横山大林寺、白龙庙、澄西县革命烈士纪念碑等著名景点。
现如今新建的常州眼也成为一道亮丽的风景线。

### 全国重点文物保护单位
- 淹城遗址
- 瞿秋白故居
- 三星村遗址
- 张太雷旧居
- 中华曙猿化石地点
- 金坛土墩墓群
- 近园
- 新四军江南指挥部旧址
- 阖闾城遗址

### 国家级非物质文化遗产
- 常州吟诵
- 天宁寺梵呗唱诵
- 董永传说
- 常州留青竹刻
- 常州梳篦
- 金坛刻纸
- 封缸酒传统酿造技艺
- 金坛抬阁

## 宗教
佛教登记的活动场所53处，分别为天宁寺、清凉寺、大林寺、万佛寺、九龙禅寺、永宁寺、吴黄禅寺等；基督教登记的活动场所52处，信徒17500人，有常州市基督教堂等；道教登记的活动场所6处。茅山是中国道教的发源地之一，道教第八小洞天。天主教登记的活动场所5处，信徒2031人；伊斯兰教登记的活动场所1处，信徒1727人。

## 友好城市
常州市目前共有28個友好城市，分布情形為歐洲11個，大洋洲2個，非洲2個，亞洲6個和美洲7個：
| 歐洲 - 義大利 普拉托省 普拉托 - 荷蘭 布拉邦省 蒂尔堡 - 芬兰 西芬兰省 萨塔昆塔地区 - 波蘭 下西里西亚省 耶莱尼亚古拉 - 丹麦 兰讷斯 - 俄羅斯 托木斯克托木斯克州 - 比利时 林堡省 洛默尔 - 俄羅斯 斯塔夫罗波尔边疆区 斯塔夫罗波尔 - 德国 埃森 - 德国 北威州 明登 - 英国 西米德兰郡 索利哈尔 大洋洲 - 维多利亚州 云登市 - 新南威尔士州 赫斯特维尔市 非洲 - 坦桑尼亚 达累斯萨拉姆 - 模里西斯 博巴森-荷津市 | 亚洲 - 日本 大阪府 高槻市 - 日本 埼玉縣 所泽市 - 京畿道 南杨州市 - 土耳其 埃斯基谢希尔 - 江原道 春川 - 马来西亚 柔佛州 新山市 美洲 - 美国 伊利诺伊州 罗克福德 - 巴西 南里约格朗德州 南卡希亚斯 - 美国 纽约州 布法罗 - 墨西哥 恰帕斯州 塔帕丘拉 - 加拿大 安大略省 尼亚加拉瀑布市 - 智利 科金博区 拉塞雷纳 - 巴西 巴拉那州 库里蒂巴 |